# Batalha de Mantineia (362 a.C.)
A batalha de Mantineia, de 362 a.C., foi uma batalha ocorrida durante o período da hegemonia tebana, entre as forças de Tebas, comandadas por Epaminondas, e seus aliados, contra Esparta, Atenas e seus aliados. Apesar da vitória tebana, a morte de Epaminondas, e a morte de Pelópidas, ocorrida um pouco depois, deixaram Tebas enfraquecida.

## Antecedentes

Grécia Antiga em

O conflito começou com uma guerra entre Tégea e Mantineia. Tégea chamou seus aliados de Tebas, enquanto Mantineia chamou Esparta e Atenas. Mantineia e seus aliados ficaram aterrorizados com o avanço das forças tebanas no Peloponeso, e concordaram que cada cidade-estado deveria ter o comando dos seus próprios territórios, algo que nem Atenas, nem Esparta, haviam concedido aos árcades até então.
Epaminondas marchou à frente das tropas beócias, junto de tropas da Eubeia e a cavalaria da Tessália; no Peloponeso, se uniram tropas da Messênia, de Argos e de outros aliados. Seus inimigos combinaram se juntar em Mantineia, onde eles previam que ocorreria o primeiro ataque.
Enquanto isto, Epaminondas, prevendo que Esparta estaria sem defesas, saiu do acampamento em Nemeia e marchou à noite, para surpreender Esparta. Agesilau soube deste plano, e enviou uma mensagem aos espartanos, e este ataque-surpresa foi frustrado.
Em seguida, Epaminondas tentou surpreender Mantineia, desprotegida após a partida dos espartanos comandados por Agesilau para defender Esparta, porém os atenienses haviam enviado seis mil soldados, que chegaram na cidade um dia antes de Epaminondas.

## Batalha
Epaminondas, desejando recuperar sua reputação após ter sido frustrado duas vezes, considerando que seu comando estava prestes a expirar, e que ele seria acusado caso não fizesse nada pelos aliados de Tebas, ordenou suas tropas que se preparassem para a batalha, que ocorreria próxima de Mantineia.
Os tebanos e seus aliados tinham superioridade numérica, e, no dia da batalha, Epaminondas fez suas tropas exercerem marchas e contra-marchas, até que elas estivessem na melhor ordem. A ala esquerda dos tebanos estava oposta à falange lacedemônia, e foram estas tropas que iniciaram a batalha.
Os tebanos e lacedemônios lutaram com fúria, dispostos antes a morrer do que ceder ao adversário. Os tebanos prevaleceram, por causa da sua bravura, seguindo o exemplo de Epaminondas, que feriu o general dos lacedemônios com sua lança, se expôs ao inimigo e recebeu vários ferimentos, um deles mortal.
Epaminondas foi retirado do campo de batalha, mas os tebanos continuaram lutando, até fazer o inimigo debandar. Epaminondas, assim que se recuperou, perguntou aos amigos onde estava seu escudo, e, quando este foi trazido, ele o beijou. Em seguida, ele perguntou sobre a batalha, e, ao saber que eles haviam vencido, disse que tudo estava bem. Quando seus amigos lamentaram sua morte inevitável, e que ele não havia deixado filhos, ele disse que tinha deixado duas filhas, a vitória em Leuctra e agora esta em Mantineia, para perpetuar sua memória. Assim que ele tirou do corpo a lança que o havia ferido mortalmente, ele morreu.

## Consequências
O poder de Tebas morreu junto de Epaminondas que, segundo Cícero, foi o homem mais ilustre que a Grécia produziu. Segundo Justino, uma lança não serve mais para ferir quando sua ponta está quebrada, o que aconteceu com Tebas após a morte de Epaminondas.
Segundo Xenofonte e Plutarco, os dois lados reivindicaram a vitória; o argumento dos atenienses foi que eles haviam derrotado a ala direita dos tebanos e a posto em fuga. Os espartanos, porém, depois de algum tempo pediram permissão para enterrar seus mortos, o que indica que a vitória foi tebana. Estes, sem ter o que comemorar após a morte de Epaminondas, não celebraram esta vitória.
Após a batalha, todos os lados, cansados da guerra, concordaram em uma paz geral, porém os espartanos recusaram, pelo fato de os messênios estarem incluídas no acordo.
A morte de Epaminondas foi fatal para toda a Grécia, pois depois dela os tebanos deixaram de ser vistos como formidáveis, caíram na luxúria e preguiça, se dedicando a shows, esportes e festivais. Isto encorajou o Reino da Macedônia, uma nação até então bárbara e obscura, a acabar com a liberdade da Grécia.